# Борщёвский сельсовет (Гомельская область)
Борщёвский сельсовет (белор. Баршчоўскі сельсавет) — административная единица на территории Речицкого района Гомельской области Республики Беларусь. Административный центр — деревня Борщевка.

## История
2 апреля 1959 года часть территории упразднённого Копанского сельсовета присоединена до Борщёвского сельсовета (6 населённых пунктов: Александровка, Грановка, Дунай, Копань, Красная Слобода и железнодорожная станция Сенозавод (Сенная)). 
До 1960-х на существовала деревня Отверница (Одверница), согласно энциклопедии так до 1925 года именовалась Красная Слобода. Однако Красная Слобода — продолжение деревни Отверница (Одверница), но находившееся за речкой, впадающей в старое русло Днепра.

## Состав
Борщёвский сельсовет включает 21 населённый пункт:
- Абрамовка — деревня.
- Александровка — деревня.
- Бобры — хутор
- Борхов — деревня.
- Борщёвка — деревня.
- Грановка — деревня.
- Дунай — деревня.
- Заселье — деревня.
- Кленовица — посёлок.
- Копань — деревня.
- Красная Слобода — посёлок.
- Лески — посёлок.
- Остров — деревня.
- Полесье — посёлок.
- Свидовка — деревня.
- Сенная — деревня.
- Ситняки — деревня.
- Уборки — посёлок.
- Чижовка — деревня.
- Якимовка — деревня.
- Якимовка — посёлок при железнодорожной станции Якимовка.